# 連邦音楽計画

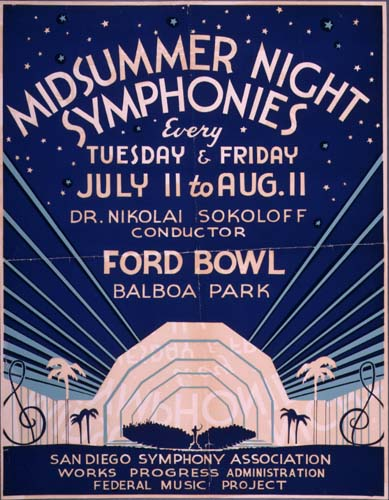
南カリフォルニアでのプロジェクト『真夏の夜のシンフォニー』（1937年）

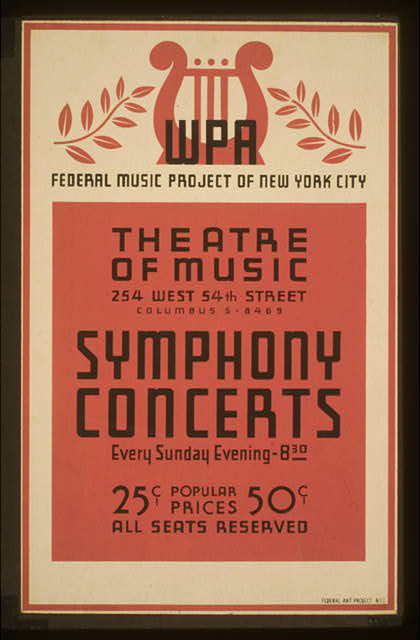
ニューヨーク市でのプロジェクト『音楽劇場』（1935年-1941年）

連邦音楽計画（れんぽうおんがくけいかく、Federal Music Project, FMP）は、ニューディール政策期のアメリカ合衆国で公共事業促進局（WPA）が推進した芸術家救済プログラム「フェデラル・ワン」の一部である。大恐慌で失業した作曲家や指揮者の雇用を目的としていた。

## 概要
FMPは1935年7月に始まって、1939年に終了した。FMPが始まる前の音楽界は、大恐慌によって混乱した状況に陥っていた。それに対して、FMPは数千回のコンサートを上演し、音楽教室を提供し、作曲家たちのフォーラムを組織し、音楽祭を主催し、34のオーケストラを創設した。またFMPの職員は民謡の調査を行い、現在でいう音楽民族学に貢献した。その目的は様々なジャンルの音楽家たちに職を与え、お互いに音楽を教えあうことで芸術を創造して、国民を教育することであった。監督にはクリーヴランド管弦楽団の指揮者であったニコライ・ソコロフが就任し、その下に5人の地域監督、23人の州監督、5人の管理官がいた。
このプロジェクトは経済的に困難な時期の国民に安らぎを与えるものだった。コンサートは低料金または無料で行われ、経済的に困難な大人や子どもたちが音楽教育を受ける機会も作られた。その結果、人々にとって音楽はより身近なものとなり、アマチュア音楽家のレベルも向上していった。
当初は新しい音楽の創造ということまでは考えられていなかったが、1937年にチャールズ・シーガーが副監督に就任すると、多くの種類の音楽が生み出されていった。シーガーにはFMPは誰もが音楽に関心を持つようになるための役割を果たすべきだという大望があった。
1939年、FMPは他のプロジェクトと同様に議会から「財源の枯渇」を理由に予算が削減された。同年にFMPはWPA音楽計画と改称されたが、最終的に1943年に終了した。

## 文献
- Galván, Gary. American Music (University of Illinois Press) Volume 26, Number 4 (Winter 2008). ISSN 0734-4392. JSTOR i40003027